# Psoralea tenuiflora
Psoralea tenuiflora är en ärtväxtart som beskrevs av Frederick Traugott Pursh. Psoralea tenuiflora ingår i släktet Psoralea och familjen ärtväxter. Inga underarter finns listade i Catalogue of Life.